# Mercedes Margalot
María Mercedes Margalot (Buenos Aires, 28 de junio de 1975) es una exjugadora de hockey sobre césped argentina que se desempeñó como defensora. 
Fue una de las jugadoras emblemáticas de Las Leonas (Selección femenina argentina) de la década del 2000, cuando alcanzaron el primer nivel mundial, promoviendo así la popularización del hockey sobre césped femenino en Argentina. 
Obtuvo tres medallas olímpicas (una de plata y dos de bronce) en los Juegos Olímpicos de Sídney 2000, Atenas 2004 y Pekín 2008. Fue campeona del mundo en 2002 en Perth, Australia y ganó tres veces la medalla de oro en los Juegos Panamericanos (1999, 2003 y 2007). En 2001 y 2008 ganó el Champions Trophy. 
En el 2000, ganó el Premio Olimpia de oro junto al resto de Selección nacional, como la mejor deportista argentina del año. Su club de origen es el Saint Catherine's, habiendo jugado también en Holanda.
Actualmente, se desempeña como una de las conductoras de SportsCenter en ESPN. Además, se desempeña como relatora de fútbol.

## Biografía
Comenzó a jugar al hockey en el Club Saint Catherine's. En 1999 fue convocada a la Selección Nacional para disputar los Juegos Panamericanos de Winnipeg, obteniendo la medalla de oro.
En el 2000, volvió a integrar la delegación olímpica, esta vez en los Juegos Olímpicos de Sídney, donde obtuvo la medalla de plata. Ese año recibió, junto a Las Leonas, el Premio Olimpia de oro, como las mejores deportistas argentinas del año.
En 2001, ganó el Champions Trophy disputado en Holanda y la Copa Panamericana. En 2002, obtuvo el título en el Campeonato Mundial disputado en Perth, Australia, máximo logro del hockey argentino y el segundo puesto en el Champions Trophy en Macao, China.
En 2004, volvió a integrar la delegación en los Juegos Olímpicos de Atenas, obteniendo la medalla de bronce. Ese mismo año, también obtuvo el tercer lugar en el Champions Trophy disputado en Rosario.
En 2006, obtuvo el tercer puesto en el Campeonato Mundial de Hockey sobre Césped jugado en Madrid, España. 
En 2007, ganó por tercera vez consecutiva la medalla de oro en los Juegos Panamericanos de Río de Janeiro.
En 2008, integró por tercera vez la delegación argentina en los Juegos Olímpicos de Pekín, consiguiendo la medalla de bronce y su segundo Champions Trophy en Mönchengladbach, Alemania.
En 2009, ingresó a Radio Uno junto a Alejandro Fantino y Martín Ciccioli donde condujo el programa Zona Liberada.
Durante los Juegos Olímpicos de Londres 2012, se desempeñó como notera de ESPN HD en Argentina para cubrir los partidos de la Selección de hockey sobre césped femenina de Argentina y realizar los reportajes a las jugadoras después de cada partido. 
Hasta 2016 condujo el programa de radio Regenerativo, junto a Martín Altberg, en ESPN Radio. 
Actualmente, se desempeña como conductora de Sportscenter en ESPN, sustituyendo a María Martínez Gálvez. Es además relatora de fútbol, siendo la primera mujer en llevar a cabo este rol en la cadena. Relata partidos de las diferentes competiciones de Europa y ha compartido transmisión con comentaristas como Mariano Oliveros, Vito De Palma y Pedro Wolff, hijo del también comentarista de ESPN, Quique Wolff.